# Гіперурикемія
Гіперурикемія — це аномально високий рівень сечової кислоти в крові. В умовах рН рідини організму сечова кислота існує переважно у вигляді уратів, іонної форми. Гіперурикемією вважають концентрацію сечової кислоти в сироватці більше 6 мг/дл для жінок, 7 мг/дл для чоловіків і 5,5 мг/дл для молоді (до 18 років). Кількість уратів в організмі залежить від балансу між кількістю пуринів, що споживаються з їжею, кількістю уратів, синтезованих в організмі (наприклад, через обмін клітин), і кількістю уратів, які виділяються з сечею або через шлунково-кишковий тракт. Гіперурикемія може бути наслідком підвищеного утворення сечової кислоти, зниження виведення сечової кислоти або як збільшення виробництва, так і зменшення виведення.

## Скарги та ознаки
Гіперурикемія може не викликати помітних симптомів у більшості людей. Розвиток подагри  –  короткочасного нападу болю є найпоширенішим наслідком гіперурикемії, яка спричиняє відкладення кристалів сечової кислоти, як правило, у суглобах кінцівок, але також може викликати утворення каменів у нирках. Симптомами подагри зазвичай є набряк і почервоніння суглоба, наприклад пальця ноги або коліна, що супроводжується інтенсивним болем. Не у всіх людей з гіперурикемією розвивається подагра.

## Причини
Багато факторів сприяють гіперурикемії, включаючи генетичну схильність, резистентність до інсуліну, гіпертензію, гіпотиреоз, хронічну хворобу нирок, ожиріння, дієту, надлишок заліза, використання діуретиків (наприклад, тіазидів, петльових діуретиків) і надмірне вживання алкогольних напоїв. З них найбільш важливим є надмірне вживання алкоголю.
Причини гіперурикемії можна класифікувати за трьома функціональними типами: підвищене утворення сечової кислоти, зниження виведення сечової кислоти та змішаний тип. Причини підвищеного утворення включають високий рівень пурину в раціоні та посилений метаболізм пуринів. Причини зниження виведення включають захворювання нирок, використання певних ліків та конкуренцію за виведення між сечовою кислотою та іншими молекулами. Змішані причини включають високий рівень споживання алкоголю та/або фруктози в раціоні та голодування.

### Зниження виведення сечової кислоти
Багата пуринами дієта є поширеною, але незначущою причиною гіперурикемії. Як правило, лише дієти недостатньо, щоб викликати гіперурикемію. Їжа з високим вмістом пуринів аденіну та гіпоксантину може посилити симптоми гіперурикемії.
Різноманітні дослідження показали, що вищий рівень сечової кислоти позитивно пов'язаний із споживанням м'яса та морепродуктів і зворотно пов'язаний із споживанням набілу.
Міогенна гіперурикемія виникає в результаті міокіназної (аденілаткіназної) реакції та циклу пуринових нуклеотидів, коли резервуари АТФ у м'язових клітинах низькі (АДФ>АТФ). Вона є загальною патофізіологічною ознакою глікогенозів, таких як GSD-III, GSD-V і GSD-VII, оскільки ці стани є метаболічними міопатіями, які порушують здатність продукції АТФ (енергії) для використання м'язовими клітинами. При цих метаболічних міопатіях міогенна гіперурикемія спричиненяється фізичним навантаженням. При цьому в плазмі підвищується інозин, гіпоксантин та сечова кислота, які зменшуються протягом години під час відпочинку. Надлишок АМФ перетворюється на сечову кислоту за шляхом АМФ → ІМФ → Інозин → Гіпоксантин → Ксантин → Сечова кислота
Гіперурикемія, що проявляється як подагра, є поширеним ускладненням трансплантації органів. Синдром лізису пухлин може призводити до появи екстремальних рівнів сечової кислоти, що головним чином призводить до ниркової недостатності. Синдром Леша-Ніхана також пов'язаний з надзвичайно високим рівнем сечової кислоти.

### Збільшена продукція сечової кислоти
Препарати, які сприяють гіперурикемії шляхом зниження виведення сечової кислоти, мають назву антиурикозурики. Вони включають діуретики, саліцилати, піразинамід, етамбутол, нікотинову кислоту, циклоспорин, 2-етиламіно-1,3,4-тіадіазол та цитотоксичні засоби.
Ген SLC2A9 кодує білок, який допомагає транспортувати сечову кислоту в нирках. Відомо, що кілька однонуклеотидних поліморфізмів цього гена мають значну кореляцію з рівнем сечової кислоти в крові. Гіперурикемія, що супроводжує недосконалий остеогенез виявилася пов'язаною з мутацією в GPATCH8 за допомогою секвенування екзомів
Кетогенна дієта погіршує здатність нирок виводити сечову кислоту через конкуренцію за транспорт між сечовою кислотою та кетонами.
Підвищений вміст свинцю в крові істотно корелює як з порушенням функції нирок, так і з гіперурикемією (хоча причинно-наслідковий зв'язок між цими кореляціями невідомий). У дослідженні понад 2500 осіб, які проживають на Тайвані, рівень свинцю в крові, що перевищує 7,5 мкг/дл (невелике підвищення), мав співвідношення шансів 1,92 (95 % ДІ: 1,18-3,10) для ниркової дисфункції та 2,72 (95 % ДІ: 1,64-4,52) для гіперурикемії.

### Змішаний тип
Причини гіперурикемії змішаного типу мають подвійний механізм, як збільшення утворення, так і зменшення виведення сечової кислоти.
Псевдогіпоксія (порушення співвідношення NADH/NAD+), викликана діабетичною гіперглікемією та надмірним вживанням алкоголю, призводить до гіперурикемії. Молочнокислий ацидоз пригнічує секрецію сечової кислоти нирками, тоді як дефіцит енергії від пригніченого окисного фосфорилювання призводить до збільшення продукції сечової кислоти внаслідок збільшення обміну аденозинуклеотидів за допомогою міокіназної реакції та циклу пуринових нуклеотидів.
Високе споживання алкоголю (етанолу), що є основною причиною гіперурикемії, має подвійну дію, яка поєднується з кількома механізмами. Етанол збільшує утворення сечової кислоти за рахунок збільшення утворення молочної кислоти, отже, виникненнялактоацидозу. Етанол також підвищує плазмові концентрації гіпоксантину та ксантину через прискорення деградації аденінуклеотиду та можливо є слабким інгібітором ксантиндегідрогенази. Як побічний продукт процесу бродіння, пиво додатково містить пурини. Етанол зменшує виведення сечової кислоти, сприяючи дегідратації та (рідко) клінічному кетоацидозу.
Надмірне споживання фруктози з їжею значно сприяє гіперурикемії. У великому дослідженні в США було виявлено, що споживання чотирьох або більше підсолоджених безалкогольних напоїв на день збільшувало шанси на виникнення гіперурікемії в 1,82 раза. Підвищене утворення сечової кислоти є результатом втручання продукту метаболізму фруктози в метаболізм пуринів. Це втручання має подвійну дію, збільшуючи перетворення АТФ в інозин і, отже, сечову кислоту, і збільшуючи синтез пурину. Фруктоза також пригнічує виведення сечової кислоти, очевидно, конкуруючи з сечовою кислотою за доступ до транспортного білка SLC2A9. Ефект фруктози щодо зменшення виведення сечової кислоти посилюється у людей зі спадковою (генетичною) схильністю до гіперурикемії та/або подагри.
Голодування змушує організм метаболізувати власні (багаті пуринами) тканини для отримання енергії. Таким чином, як і дієта з високим вмістом пурину, голодування збільшує кількість пурину, що перетворюється на сечову кислоту. Дуже низькокалорійна дієта з відсутністю вуглеводів може викликати сильну гіперурикемію; включення у раціон деякої кількості вуглеводів (і зменшення білка) знижує рівень гіперурикемії. Голодування також погіршує здатність нирок виводити сечову кислоту через конкуренцію за транспорт між сечовою кислотою та кетонами.

### Мікробіом кишечника
Радіоізотопні дослідження свідчать про те, що приблизно третина сечової кислоти видаляється у здорових людей у кишечнику, а у людей із захворюваннями нирок — приблизно 2/3. Близько 20 % бактерій кишечника людини метаболізують сечовуї кислоту. Такий метаболізм є анаеробним за участю мало досліджених ферментів аміакліази, пептидази, карбамоїлтрансферази та оксидоредуктази. У результаті сечова кислота перетворюється на ксантин або лактат і коротколанцюгові жирні кислоти, такі як ацетат і бутират. У мишачих моделях такі бактерії компенсують втрату урикази, що на думку дослідників, збільшує ймовірність того, що антибіотики, націлені на анаеробні бактерії, пригнічуюють кишкові бактерії і збільшують ризик розвитку подагри у людей.

## Діагностика та лікування
Гіперурикемію можна виявити за допомогою аналізів крові та сечі.
Ліки, що використовуються для лікування гіперурикемії, поділяються на дві категорії: інгібітори ксантиноксидази та урикозурики. Для людей, які мають повторювані напади подагри, рекомендується одна з цих двох категорій препаратів. Доцільність прийняття цих ліків для людей з безсимптомною гіперурикемією не визначена.

#### Інгібітори ксантиноксидази
Інгібітори ксантиноксидази, включаючи алопуринол, фебуксостат і топіроксостат, зменшують вироблення сечової кислоти, впливаючи на ксантиноксидазу.

#### Урикозуричні засоби
Урикозуричні засоби (бензбромарон, бензіодарон, пробенецид, лесинурад, сульфінпіразон, етебенцид, зоксазоламін і тикринафен) збільшують виведення сечової кислоти, зменшуючи реабсорбцію сечової кислоти після того, як вона фільтрується з крові нирками.
Деякі з цих препаратів використовуються за показаннями, інші використовуються не за призначенням. У людей, які отримують гемодіаліз, севеламер може значно знизити рівень сечової кислоти в сироватці очевидно, шляхом адсорбції уратів у кишечнику. У жінок застосування комбінованих оральних контрацептивів суттєво пов'язане зі зниженням рівня сечової кислоти в сироватці крові. Відповідно до принципу Ле Шательє, зниження концентрації сечової кислоти в крові може дозволити будь-яким існуючим кристалам сечової кислоти поступово розчинятися в крові, звідки розчинена сечова кислота може бути виведена. Підтримка нижчої концентрації сечової кислоти в крові також має зменшити утворення нових кристалів. Якщо у людини є хронічна подагра або наявні тофуси, то велика кількість кристалів сечової кислоти може накопичитися в суглобах та інших тканинах, і може знадобитися агресивне та/або тривале застосування ліків. Відомо, що випадіння кристалів сечової кислоти і, навпаки, їх розчинення залежать від концентрації сечової кислоти в розчині, рН, концентрації натрію та температури.
Немедикаментозні методи лікування гіперурикемії включають дієту з низьким вмістом пуринів і різноманітні дієтичні добавки. Раніше використовалося лікування солями літію, оскільки він покращує розчинність сечової кислоти.

### pH
Змінити рН сироватки ані безпечно, ані легко не можна. Терапія, головним чином, змінює рН сечі, щоб запобігти можливому ускладненню урикозуричної терапії: утворенню сечокислих каменів у нирках через підвищення вмісту сечової кислоти в сечі (нефролітіаз). До ліків, які мають подібну дію, відноситься ацетазоламід.

### Температура
Низька температура є тригером нападу подагри. Прикладом може бути день, проведений стоячи в холодній воді, після якого наступного ранку почався напад. Вважається, що це пов'язано з залежним від температури осадженням кристалів сечової кислоти в тканинах при температурі нижче нормальної. Таким чином, однією з цілей профілактики є збереження рук і ніг у теплі, а замочування кінцівок в гарячій воді може бути методом полегшення болю.

## Прогноз
Підвищення рівня сечової кислоти сприяє розвитку подагри та, якщо він дуже високий, ниркової недостатності. Метаболічний синдром часто супроводжується гіперурикемією. Прогноз сприятливий при регулярному прийомі алопуринолу або фебуксостату.